# Standard Performance Evaluation Corporation
Standard Performance Evaluation Corporation souvent abrégé SPEC est une association sans but lucratif des États-Unis qui publie des tests de performance des ordinateurs.

## Historique des tests
Les tests de processeurs sont distribués sous la forme de codes source portable de programmes utilisant intensivement le processeur et la mémoire vive. Avant de lancer les tests, le code source doit être compilé ; les tests mesurent donc également les capacités d'optimisation du compilateur. Les tests de processeurs sont régulièrement réactualisés, les anciennes versions devenant obsolètes, notamment à cause des progrès des compilateurs. La liste des tests de processeur comprend :
- SPEC CPU 89
- SPEC CPU 92
- SPEC CPU 95
- SPEC CPU 2000
- SPEC CPU 2006
- SPEC CPU 2017

## Quelques résultats
- Motorola 68040 à 40 Mhz : 17,8 SPECint92 en avril 1993
- MIPS R4400 à 75 MHz : 88,0 SPECint92 en juillet 1993
- Motorola 88110 à 50 MHz : 54,0 SPECint92 en décembre 1993
- SuperSPARC à 50 MHz : 73,0 SPECint92 en décembre 1993
- Intel 80486DX à 50 MHz : 30,0 SPECint92 en janvier 1994
- Alpha 21064 à 200 Mhz : 132,6 SPECint92 en avril 1994
- PA-RISC 7100 à 99 MHz : 109,1 SPECint92 en avril 1994
- Pentium à 100 MHz : 94,2 SPECbase_int92 en août 1994
- PowerPC 601 à 66 MHz : 62,1 SPECbase_int92 en décembre 1994
- Alpha 21164 à 266 MHz : 265,9 SPECbase_int92 en mai 1995
- PowerPC 604 à 133 MHz : 4,55 SPECint_base95 en juillet 1995
- PowerPC 604 à 133 MHz : 129,5 SPECbase_int92 en décembre 1995
- hyperSPARC à 150 MHz : 178,3 SPECbase_int92 en mars 1996
- Pentium Pro à 200 MHz : 336,7 SPECbase_int92 en mai 1996
- Pentium Pro à 200 MHz : 8,09 SPECint_base95 en mai 1996
- Alpha 21164 à 266 MHz : 6,63 SPECint_base95 en août 1996
- PA-RISC 8000 à 180 MHz : 10,8 SPECint_base95 en septembre 1996
- SPARC64 à 161 MHz : 7,70 SPECint_base95 en novembre 1996
- MIPS R10000 à 200 MHz : 10,7 SPECint_base95 en février 1997
- Pentium II à 300 MHz : 11,6 SPECint_base95 en août 1997
- PA-RISC 8200 à 236 MHz : 16,3 SPECint_base95 en septembre 1997
- Alpha 21164 à 612 MHz : 16,5 SPECint_base95 en décembre 1997
- UltraSPARC II à 450 MHz : 16,2 SPECint_base95 en novembre 1999
- Pentium III à 800 MHz : 37,6 SPECint_base95 en février 2000
- Athlon à 1 GHz : 42,9 SPECint_base95 en mars 2000
- Alpha 21264 à 833 MHz : 44,6 SPECint_base95 en janvier 2001